# Prix Camões

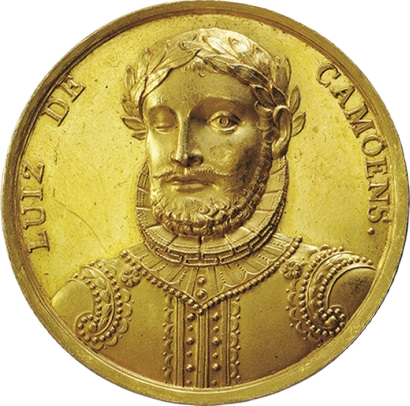
Prix Camões

Le Prix Camões est le plus important prix littéraire du monde lusophone. Il est nommé d'après le poète portugais du 16e siècle Luís de Camões (« le Camoëns »).
C'est un prix international annuel remis conjointement par la Fondation Bibliothèque Nationale du Portugal et le ministère de la Culture du Brésil. Il a été institué en 1988 par le Protocole additionnel à l'accord culturel entre les deux pays, afin de « consacrer annuellement un auteur de langue portugaise qui, par la valeur intrinsèque de son œuvre, a contribué à l'enrichissement du patrimoine littéraire et culturel de la langue commune ».
Le jury était composé à l'origine de trois Portugais et trois Brésiliens, mais depuis 2002, il se compose de deux Portugais, deux Brésiliens et deux auteurs issus des anciennes colonies portugaises en Afrique.
Depuis 1989, le prix a été remis à 13 auteurs portugais, 13 brésiliens, 3 mozambicains, 2 angolais, et 2 cap verdiens. Le premier lauréat a été le Portugais Miguel Torga en 1989. La poétesse portugaise Sophia de Mello Breyner a été la première femme à recevoir le prix en 1999. L'écrivain angolais José Luandino Vieira, lauréat en 2006, a refusé son prix.
En 2021, le prix fut remporté par Paulina Chiziane, première autrice africaine à l'avoir gagné. Selon la ministre portugaise de la culture, Graça Fonse, le choix de l'écrivaine mozambicaine a été fait à l'unanimité,.

## Liste chronologique des lauréats
- 1989 - Miguel Torga ( Portugal, 1907-1994)
- 1990 - João Cabral de Melo Neto ( Brésil, 1920-1999)
- 1991 - José Craveirinha ( Mozambique, 1922-2003)
- 1992 - Vergílio Ferreira ( Portugal, 1916-1996)
- 1993 - Rachel de Queiroz ( Brésil, 1910-2003)
- 1994 - Jorge Amado ( Brésil, 1912-2001)
- 1995 - José Saramago ( Portugal, 1922-2010)
- 1996 - Eduardo Lourenço ( Portugal, 1923-2020)
- 1997 - "Pepetela" (Artur Carlos Mauricio Pestana dos Santos,  Angola, 1941)
- 1998 - António Cândido ( Brésil, 1918-2017)
- 1999 - Sophia de Mello Breyner ( Portugal, 1919-2004)
- 2000 - Autran Dourado ( Brésil, 1926-2012)
- 2001 - Eugénio de Andrade ( Portugal, 1923-2005)
- 2002 - Maria Velho da Costa ( Portugal, 1938-2020)
- 2003 - Rubem Fonseca ( Brésil, 1925-2020)
- 2004 - Agustina Bessa-Luís ( Portugal, 1922-2019)
- 2005 - Lygia Fagundes Telles ( Brésil, 1923-2022)
- 2006 - José Luandino Vieira ( Angola, 1935) (a refusé le prix pour des motifs personnels)
- 2007 - António Lobo Antunes ( Portugal, 1942)
- 2008 - João Ubaldo Ribeiro ( Brésil, 1941-2014)
- 2009 - Arménio Vieira ( Cap-Vert, 1941)
- 2010 - Ferreira Gullar ( Brésil, 1930-2016)
- 2011 - Manuel António Pina ( Portugal, 1943-2012)
- 2012 - Dalton Trevisan ( Brésil, 1925-2024)
- 2013 - Mia Couto ( Mozambique, 1955)
- 2014 - Alberto da Costa e Silva ( Brésil, 1931)
- 2015 - Hélia Correia ( Portugal, 1949)
- 2016 - Raduan Nassar ( Brésil, 1935)
- 2017 - Manuel Alegre ( Portugal, 1936)
- 2018 - Germano Almeida ( Cap-Vert, 1945)
- 2019 - Chico Buarque ( Brésil, 1944)
- 2020 - Vítor Manuel Aguiar e Silva ( Portugal, 1939)
- 2021 - Paulina Chiziane ( Mozambique, 1955)
- 2022 - Silviano Santiago ( Brésil, 1936)
- 2023 - João Barrento ( Portugal, 1940)
- 2024 - Adélia Prado ( Brésil, 1935)

## Prix par pays
- Portugal : 15
- Brésil : 15
- Mozambique : 3
- Angola : 2
- Cap-Vert : 2